# Jacaraú
Jacaraú est une ville brésilienne de l'est de l'État de la Paraíba.
Sa population était estimée à 14 450 habitants en 2020. La municipalité s'étend sur 253 km2.